# 민물해파리

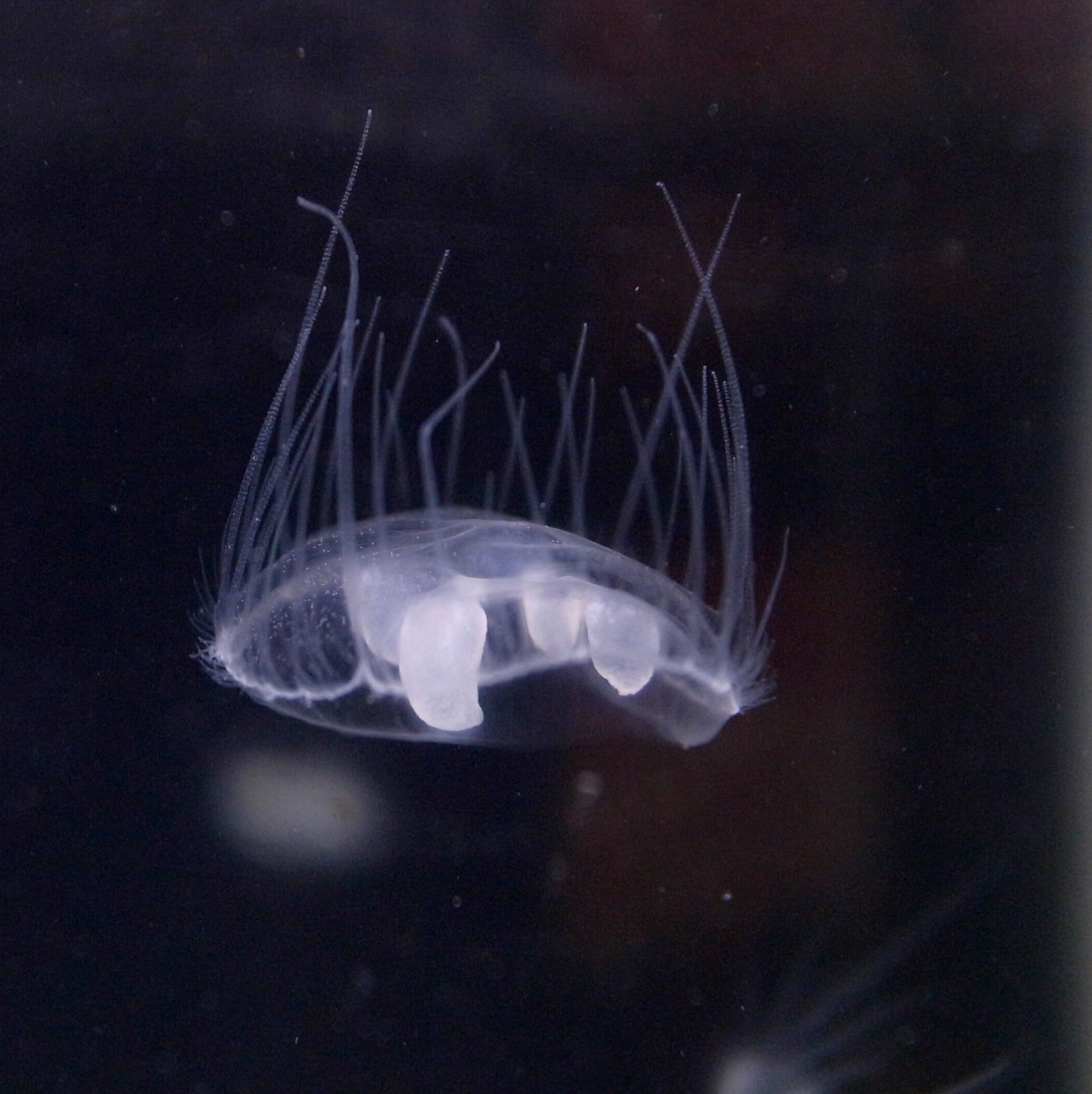

민물해파리(Craspedacusta sowerbii, peach blossom jellyfish)는 자포동물문에 속하는 해파리이다. 히드라충강으로 분류되지만 히드로해파리로도 알려져 있는 수많은 해파리 가운데 하나이다. 히드로해파리는 해파리강의 해파리와는 차이가 있는데, 이들은 근육이 있는 선반과 같은 구조를 갖추고 있기 때문이다. 중국의 장강 유역에서 기원한 민물해파리는 현재 전 세계 민물에서 볼 수 있는 외래종이다.

## 동의어
- Craspedacusta kiatingi Gaw & Kung, 1939
- Craspedacusta sowerbii yongkangensis Wang & Xu, 2004
- Craspedacusta sowerbyi Lankester, 1880 [lapsus]
- Limnocodium kawaii Oka, 1907
- Limnocodium victoria Allman, 1880
- Microhydra germanica Roch, 1924
- Microhydra ryderi Potts, 1885